# Akerselva
Akerselva je řeka v Norsku, na níž leží hlavní město Oslo.
Vytéká z jezera Maridalsvannet a ve čtvrti Bjørvika se vlévá do Oslofjordu. Je dlouhá 8,2 km a překonává na svém toku převýšení 149 m. Nachází se na ní 23 vodopádů. Průměrný průtok dosahuje 6,43 m³/s. Přes řeku vede okolo padesáti mostů, nejznámější je Ankerbrua, který sochař Dyre Vaa vyzdobil postavami z norských pověstí.
Původně se řeka nazývala Frysja (pěnivá), současný název je odvozen od kostela Gamle Aker kirke. Již v roce 1220 stál na Akerselvě mlýn. Vodní energie řeky byla od počátku devatenáctého století využívána k průmyslové výrobě. Život v okolních dělnických čtvrtích popsal ve svých knihách místní rodák Oskar Braaten. V osmdesátých letech 20. století proběhla revitalizace a do řeky se vrátili lososi a raci. Podél břehů byly zřízeny parky, které jsou označovány za zelené plíce norské metropole. Vede tudy turistická stezka B 10, v září se zde koná pochodňový průvod.
V březnu roku 2011 došlo k průmyslové havárii, po níž do řeky uniklo množství chlóru, což vedlo k hromadnému úhynu vodních živočichů.